# Liste der geschützten Landschaftsbestandteile im Landkreis Oldenburg
Im Landkreis Oldenburg gibt es diese ausgewiesenen geschützten Landschaftsbestandteile.
| Moorhauser Bäke                                                                                 | BW | GLB OL 00001 | Altmoorhausen Abschnitt zwischen Piepersweg und Dorfstraße                    | ⊙ |  | 23. Mai 1989  |
| Berne                                                                                           |    | GLB OL 00002 | Hude Abschnitt zwischen Hurreler Weg und Am Sandfang                          | ⊙ |  | 23. Mai 1989  |
| Brookbäke                                                                                       | BW | GLB OL 00003 | Hude Abschnitt zwischen Vielstedter Straße und dem Naturschutzgebiet Hasbruch | ⊙ |  | 23. Mai 1989  |
| Hahlbäke bei Trendelbusch                                                                       | BW | GLB OL 00004 | Ganderkesee                                                                   | ⊙ |  | 23. Mai 1989  |
| Kimmer Bäke                                                                                     |    | GLB OL 00005 | Ganderkesee, Hatten                                                           | ⊙ |  | 23. Mai 1989  |
| Welse                                                                                           |    | GLB OL 00006 | Ganderkesee von Am Welsetal bis zur Grenze zu Delmenhorst                     | ⊙ |  | 23. Mai 1989  |
| Landriede bei Westrittum                                                                        | BW | GLB OL 00007 | Großenkneten Abschnitt westlich der Straße Am See                             | ⊙ |  | 23. Mai 1989  |
| Rittrumer Mühlbach                                                                              |    | GLB OL 00008 | Dötlingen                                                                     | ⊙ |  | 23. Mai 1989  |
| Immer Bäke beim Forsthaus Stühe                                                                 |    | GLB OL 00009 | Dötlingen, Ganderkesee Abschnitt südlich der Stüher Straße                    | ⊙ |  | 23. Mai 1989  |
| Heinefelder Bäke                                                                                | BW | GLB OL 00010 | Großenkneten, Wildeshausen auch Hageler Bach                                  | ⊙ |  | 23. Mai 1989  |
| Altonaer Mühlbach                                                                               |    | GLB OL 00011 | Dötlingen                                                                     | ⊙ |  | 23. Mai 1989  |
| Eschenbach bei Schulenberg                                                                      |    | GLB OL 00012 | Prinzhöfte, Harpstedt                                                         | ⊙ |  | 23. Mai 1989  |
| Flachsbäke                                                                                      |    | GLB OL 00013 | Prinzhöfte, Harpstedt                                                         | ⊙ |  | 23. Mai 1989  |
| Grünbach bei Amerika                                                                            |    | GLB OL 00014 | Harpstedt                                                                     | ⊙ |  | 23. Mai 1989  |
| Steinbach bei Harpstedt                                                                         |    | GLB OL 00015 | Harpstedt                                                                     | ⊙ |  | 23. Mai 1989  |
| Katenbäke                                                                                       |    | GLB OL 00016 | Winkelsett, Harpstedt                                                         | ⊙ |  | 23. Mai 1989  |
| Appenriede                                                                                      | BW | GLB OL 00017 | Winkelsett, Harpstedt                                                         | ⊙ |  | 23. Mai 1989  |
| Köhlbach                                                                                        | BW | GLB OL 00018 | Winkelsett, Harpstedt                                                         | ⊙ |  | 23. Mai 1989  |
| Beckstedter Bach                                                                                | BW | GLB OL 00019 | Colnrade, Harpstedt                                                           | ⊙ |  | 23. Mai 1989  |
| Holtorfer Bach                                                                                  | BW | GLB OL 00020 | Colnrade, Harpstedt                                                           | ⊙ |  | 23. Mai 1989  |
| Hunte zwischen Wildeshausen und Astrup                                                          |    | GLB OL 00021 |                                                                               | ⊙ |  | 16. Okt. 2000 |
| Einzelstehende Eiche in Elmeloh I                                                               | BW | GLB OL 00201 | Ganderkesee                                                                   | ⊙ |  | 4. Aug. 1989  |
| Amerikanische Sumpfeiche in Schierbrok                                                          | BW | GLB OL 00202 | Ganderkesee                                                                   | ⊙ |  | 4. Aug. 1989  |
| Feuchtgebiet am Rethorner See                                                                   | BW | GLB OL 00203 | Ganderkesee                                                                   | ⊙ |  | 4. Aug. 1989  |
| Eichenbestand in Bookholzberg II                                                                | BW | GLB OL 00204 | Ganderkesee Hutfilterstraße 42                                                | ⊙ |  | 4. Aug. 1989  |
| Bäume auf dem Gelände des Berufsförderungswerkes in Bookholzberg I                              | BW | GLB OL 00205 | Ganderkesee                                                                   | ⊙ |  | 4. Aug. 1989  |
| 5 Rotbuchen in Bookholzberg I                                                                   | BW | GLB OL 00206 | Ganderkesee                                                                   | ⊙ |  | 4. Aug. 1989  |
| 5 Eichen auf dem Gelände des Gefallenen-Ehrenmals in Bookholzberg I                             |    | GLB OL 00207 | Ganderkesee                                                                   | ⊙ |  | 4. Aug. 1989  |
| Lindenallee an der Straße Übern Berg in Bookholzberg I                                          | BW | GLB OL 00208 | Ganderkesee                                                                   | ⊙ |  | 4. Aug. 1989  |
| Eichenbestand auf dem Gelände des Lutherstiftes in Falkenburg                                   |    | GLB OL 00209 | Ganderkesee                                                                   | ⊙ |  | 4. Aug. 1989  |
| Friedenseiche in Falkenburg                                                                     |    | GLB OL 00210 | Ganderkesee Ecke Hauptstraße / Alter Postweg                                  | ⊙ |  | 4. Aug. 1989  |
| Pastorengarten in Ganderkesee II                                                                |    | GLB OL 00211 | Ganderkesee                                                                   | ⊙ |  | 4. Aug. 1989  |
| Friedhofslinden vor der Kirche in Ganderkesee II                                                |    | GLB OL 00212 | Ganderkesee                                                                   | ⊙ |  | 4. Aug. 1989  |
| Bäume auf dem Gelände am Kriegerdenkmal in Ganderkesee I                                        |    | GLB OL 00213 | Ganderkesee Mühlenstraße                                                      | ⊙ |  | 4. Aug. 1989  |
| Eichen an der Straße Wolfsheide in Ganderkesee I                                                |    | GLB OL 00214 | Ganderkesee                                                                   | ⊙ |  | 4. Aug. 1989  |
| Birkenallee in Ganderkesee II                                                                   |    | GLB OL 00215 | Ganderkesee                                                                   | ⊙ |  | 4. Aug. 1989  |
| 3 Linden, 1 Robinia pseudo-acacia                                                               |    | GLB OL 00217 | Ganderkesee                                                                   | ⊙ |  | 21. März 1991 |
| Obstgarten mit Ruderalflora und Sukzessionsflächen                                              | BW | GLB OL 00218 | Ganderkesee                                                                   | ⊙ |  | 21. Dez. 1993 |
| Ellerbäkental in Bookholzberg                                                                   |    | GLB OL 00221 | Ganderkesee                                                                   | ⊙ |  | 15. Aug. 1994 |
| Grünlandflächen und Baumbestände zwischen Bogenweg und Ramsauer Weg                             |    | GLB OL 00222 | Ganderkesee                                                                   | ⊙ |  | 22. Dez. 1997 |
| Fläche auf und nördlich der Verlängerung des Stettiner Weges                                    |    | GLB OL 00223 | Ganderkesee                                                                   | ⊙ |  | 18. Juni 1999 |
| Baumbestände zwischen dem Wasserzug von Donnermoor und dem Binsenweg                            |    | GLB OL 00224 | Ganderkesee                                                                   | ⊙ |  | 7. Mai 1999   |
| Baumbestände nördlich der Huder Straße und westlich des Hohenbökener Weges                      | BW | GLB OL 00225 | Ganderkesee                                                                   | ⊙ |  | 23. Nov. 1998 |
| Ein Einzelbaum an der Straße Bargup in Bookholzberg                                             | BW | GLB OL 00227 | Ganderkesee                                                                   | ⊙ |  | 17. Jan. 2008 |
| Zwei Einzelbäume an der Neue Straße 10 / Zur Wassermühle 28 in Elmeloh                          | BW | GLB OL 00229 | Ganderkesee                                                                   | ⊙ |  | 6. März 2008  |
| Eine Eiche, eine Kastanie sowie zwei Ahornbäume (16.06.2024: Hier steht nur noch ein Ahornbaum) |    | GLB OL 00231 | Ganderkesee Urneburger Straße                                                 | ⊙ |  | 7. Feb. 2008  |
| 3 Einzelbäume (2 Eichen, 1 Esche) an der Schierbroker Straße 18                                 | BW | GLB OL 00232 | Ganderkesee                                                                   | ⊙ |  | 18. Dez. 2009 |
| Waldfläche am Trendelbuscher Weg in der Umgebung von Hausnummer 76                              | BW | GLB OL 00233 | Ganderkesee                                                                   | ⊙ |  | 6. Mai 2012   |
| Laubholzbestände an der Nutzhorner Straße 64 / Bargup 4 in Bookholzberg                         | BW | GLB OL 00234 | Ganderkesee                                                                   | ⊙ |  | 18. Dez. 2009 |
| 3 Einzelbäume (Kastanie, 2 Birken) auf dem Grundstück „Ring 6“                                  |    | GLB OL 00235 | Ganderkesee                                                                   | ⊙ |  | 18. Dez. 2009 |
| 2 Einzelbäume (Buchen) auf dem Grundstück Theodor-Fontane-Straße 1                              |    | GLB OL 00236 | Ganderkesee                                                                   | ⊙ |  | 5. Juli 2011  |
| 2 Einzelbäume (Eichen) auf dem Grundstück Schäfersweg 6                                         | BW | GLB OL 00237 | Ganderkesee                                                                   | ⊙ |  | 5. Juli 2011  |
| 4 Einzelbäume (Linden) auf dem Grundstück Nutzhorner Straße 40                                  | BW | GLB OL 00238 | Ganderkesee                                                                   | ⊙ |  | 5. Juli 2011  |
| 135 Einzelbäume (3 Ahorne...) entlang der Straße Neddenhüsen                                    |    | GLB OL 00239 | Ganderkesee                                                                   | ⊙ |  | 5. Juli 2011  |
| Einzelbaum (Eiche) auf dem Grundstück Delmestraße 42                                            | BW | GLB OL 00240 | Ganderkesee                                                                   | ⊙ |  | 5. Juli 2011  |
| 2 Einzelbäume (eine Roteiche und eine Rosskastanie) auf dem Grundstück Brookdamm 7              | BW | GLB OL 00242 | Ganderkesee                                                                   | ⊙ |  | 5. Juli 2011  |
| Baumbestände am Neuen Weg                                                                       | BW | GLB OL 00601 | Hude                                                                          | ⊙ |  | 19. Jan. 2004 |
| Hoes Busch                                                                                      | BW | GLB OL 00701 | Wardenburg Wardenburger Straße                                                | ⊙ |  | 28. März 1995 |
| Gloysteins Fuhren                                                                               | BW | GLB OL 00702 | Wardenburg                                                                    | ⊙ |  | 16. Nov. 1995 |
| Eiche                                                                                           |    | GLB OL 00703 | Ganderkesee Fahrener Weg                                                      | ⊙ |  | 3. Jan. 2013  |
| 94 Einzelbäume                                                                                  |    | GLB OL 00704 | Ganderkesee Alter Postweg                                                     | ⊙ |  | 3. Jan. 2013  |
| Eiche                                                                                           |    | GLB OL 00705 | Ganderkesee Lange Straße                                                      | ⊙ |  | 3. Jan. 2013  |
| Waldfläche an der Straße Zur Wolfskammer                                                        | BW | GLB OL 00706 | Ganderkesee                                                                   | ⊙ |  | 25. Juni 2013 |
| 3 Einzelbäume                                                                                   | BW | GLB OL 00707 | Ganderkesee Trendelbuschweg 74                                                | ⊙ |  | 7. Okt. 2013  |
| 7 Einzelbäume                                                                                   | BW | GLB OL 00708 | Ganderkesee                                                                   | ⊙ |  | 7. Okt. 2013  |
| 11 Einzelbäume                                                                                  | BW | GLB OL 00709 | Ganderkesee Elmeloher Straße 108                                              | ⊙ |  | 2. Jan. 2014  |
| 3 Einzelbäume                                                                                   | BW | GLB OL 00710 | Ganderkesee Schaftrift 1                                                      | ⊙ |  | 23. März 2015 |
| 6 Einzelbäume                                                                                   |    | GLB OL 00711 | Ganderkesee Birkenheider Straße                                               | ⊙ |  | 23. März 2015 |
| Einzelbaum                                                                                      | BW | GLB OL 00712 | Ganderkesee Alter Wehrgraben 15                                               | ⊙ |  | 23. März 2015 |
| 29 Einzelbäume                                                                                  | BW | GLB OL 00713 | Ganderkesee Im Waldpark                                                       | ⊙ |  | 23. März 2015 |
| 44 Einzelbäume                                                                                  | BW | GLB OL 00714 | Ganderkesee als Einfassung der Fläche                                         | ⊙ |  | 23. März 2015 |
| Legende für Geschützter Landschaftsbestandteil                                                  |    |              |                                                                               |   |  |               |